# Dekanat San Luis Beltrán (archidiecezja Cartagena de Indias)
Dekanat San Luis Beltrán – jeden z 11 dekanatów rzymskokatolickiej archidiecezji Cartagena de Indias w Kolumbii. 
Według stanu na styczeń 2017 w skład dekanatu San Luis Beltrán wchodziło 9 parafii rzymskokatolickich. Urząd dziekana sprawował wówczas Héctor Ariel Baldovino Castro. 

## Lista parafii
Źródło:
| Lp. | Miejscowość         | Parafia                             | Grafika | Kościół                                                   | Adres                                                 | Proboszcz                         |
| --- | ------------------- | ----------------------------------- | ------- | --------------------------------------------------------- | ----------------------------------------------------- | --------------------------------- |
| 1   | Cartagena de Indias | Parafia Matki Bożej Królowej Pokoju |         | Kościół Matki Bożej Królowej Pokoju w Cartagena de Indias | Los Corales Mza.R Lt.1, Cartagena                     | ks. Luis Guillermo Correa Ríos    |
| 2   | Cartagena de Indias | Parafia Świętej Rodziny             |         | Kościół Świętej Rodziny w Cartagena de Indias             | República de Chile Cll 40 # 30-01, Cartagena          | ks. José de Jesús Moreno Meza     |
| 3   | Cartagena de Indias | Parafia św. Antoniego Padewskiego   |         | Kościół św. Antoniego Padewskiego w Cartagena de Indias   | Bosque, Transv.52 # 21-10, Cartagena                  | ks. Alberto Norman Rúa Castrillón |
| 4   | Cartagena de Indias | Parafia św. Henryka                 |         | Kościół św. Henryka w Cartagena de Indias                 | Los Calamares Mz 50 Lt 1 3ª etapa, Cartagena          | ks. Héctor Ariel Baldovino Castro |
| 5   | Cartagena de Indias | Parafia św. Stefana                 |         | Kościół św. Stefana w Cartagena de Indias                 | Nuevo Bosque Transv.53 esquina, Cartagena             | ks. Luis Darwin Díaz Maciá        |
| 6   | Cartagena de Indias | Parafia św. Izydora                 |         | Kościół św. Izydora w Cartagena de Indias                 | Bosque Diag.22 # 53A-13 San Isidro, Cartagena         | ks. Victor Rafael Muñoz Mario     |
| 7   | Cartagena de Indias | Parafia św. Jana Chrzciciela        |         | Kościół św. Jana Chrzciciela w Cartagena de Indias        | El Paraguay Juan XXIII Transv 44D # 25A-20, Cartagena | ks. Gonzalo Paz Cañadas           |
| 8   | Cartagena de Indias | Parafia św. Luisa Beltrána          |         | Kościół św. Luisa Beltrána w Cartagena de Indias          | b.d.                                                  | ks. Otoniel Sabalza Pacheco       |
| 9   | Pasacaballos        | Parafia św. Hieronima               |         | Kościół św. Hieronima w Pasacaballos                      | Cra.9 # 18-06, Plaza Principal. Pasacaballos          | ks. Rubén Darío Martínez Polo     |
|     | Cartagena de Indias | Asilo San Pedro Claver              |         |                                                           | Bosque Cll 21 # 47-24, Cartagena                      |                                   |